# Liac
Liac település Franciaországban, Hautes-Pyrénées megyében. Lakosainak száma 199 fő (2022. január 1.). Liac Gensac, Ségalas, Ansost, Artagnan és Sarriac-Bigorre községekkel határos.

## Népesség
A település népességének változása:
| Lakosok száma | 201  | 199  | 196  | 197  | 198  | 199  | 198  | 199  |
|               | 2013 | 2015 | 2017 | 2018 | 2019 | 2020 | 2021 | 2022 |